# Parque nacional y reserva Wrangell-San Elías
El Parque Nacional y Reserva  Wrangell-San Elías (en inglés Wrangell-St. Elias National Park and Preserve) es un área natural protegida integrada por un parque nacional de los Estados Unidos y una reserva localizadas en el sur de Alaska, siendo, con una superficie de 53 323 km²,  el más extenso de todos los parques nacionales (mayor que países como Eslovaquia, Bosnia y Herzegovina o Costa Rica). Protege la zona del monte San Elías (5489 m), el segundo pico más alto del país. El parque está situado en la frontera con Canadá y limita con otro parque nacional, el canadiense parque nacional Kluane. 
Es accesible por autopista desde Anchorage y dos carreteras de grava (la McCarthy Road y la Nabesna Road) recorren el parque, haciendo que gran parte del interior sea accesible para practicar montañismo y acampada.  También hay vuelos chárter en el parque. El parque Wrangell-San Elías recibió 61.085 visitantes en el año 2007 y está adquiriendo rápidamente popularidad gracias a la combinación de tamaño, lejanía y accesibilidad.

## Historia
La zona fue primero protegida mediante su proclamación el 1 de diciembre de 1978 como monumento nacional de los Estados Unidos, formando parte de un grupo de 15 áreas naturales de Alaska que Jimmy Carter, haciendo uso de la prerrogativa presidencial que le otorgaba la ley de Antigüedades de 1906, proclamó nuevos monumentos nacionales, después de que el Congreso de los Estados Unidos hubiese aplazado una gran compra de tierras alaskeñas que contaba con una fuerte oposición estatal. 
En 1979, la Unesco declaró la zona del «Parque Nacional Kluane - Monumento nacional  Wrangell-St. Elias» como Patrimonio de la Humanidad por sus espectaculares paisajes glaciares, por sus campos de hielo y por su importancia como hábitat para el oso grizzly, el caribú y el muflón de Dall (en el año 1992 fue ampliado para incluir el estadounidense parque nacional de la Bahía de los Glaciares y en 1994 para incluir el canadiense parque provincial Sauvage Tatshenshini-Alsek).
El Congreso de los Estados Unidos aprobó en 1980 la ley de Conservación de Tierras de Interés Nacional de Alaska  («Alaska National Interest Lands Conservation Act»)  que transformaba la mayoría de los monumentos nacionales de Alaska en parques nacionales y reservas, pero que también limitó el uso futuro de la prerrogativa presidencial en Alaska. 
El 2 de diciembre de 1980 el monumento se convirtió en parque nacional y reserva y una gran parte del parque, 36,740 km², también fue declarada como «zona salvaje Wrangell-San Elías» (Wrangell-Saint Elias Wilderness), asimismo la mayor «zona salvaje» (Wilderness Area) de los EE. UU.

## Galería de imágenes

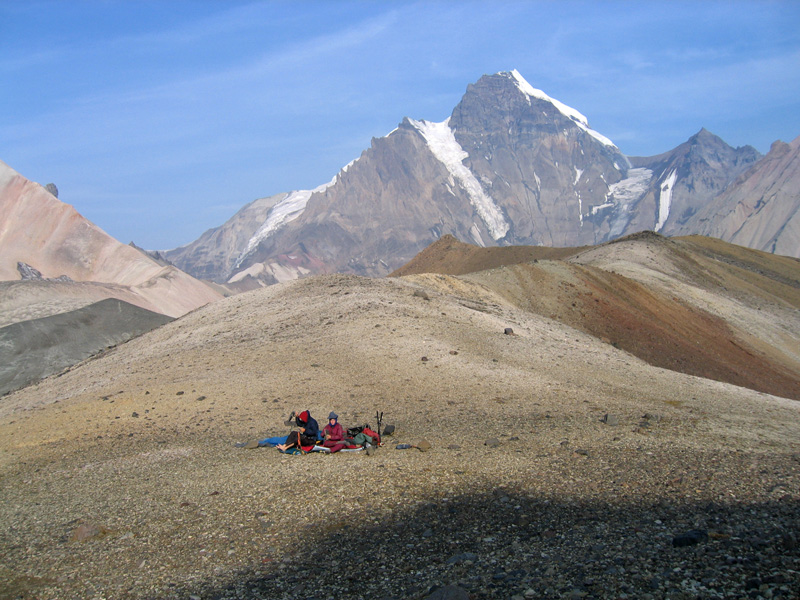
Montañeros en un paso entre el monte Sanford y el monte Drum.
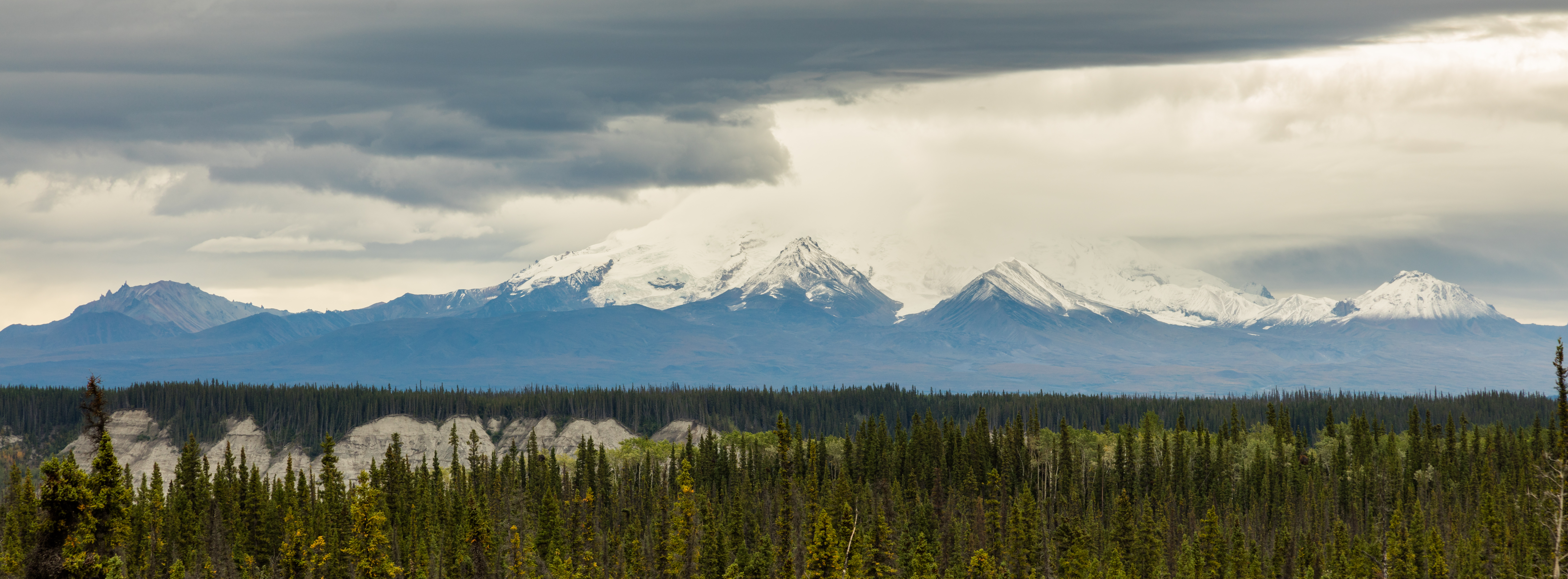
Vista general.
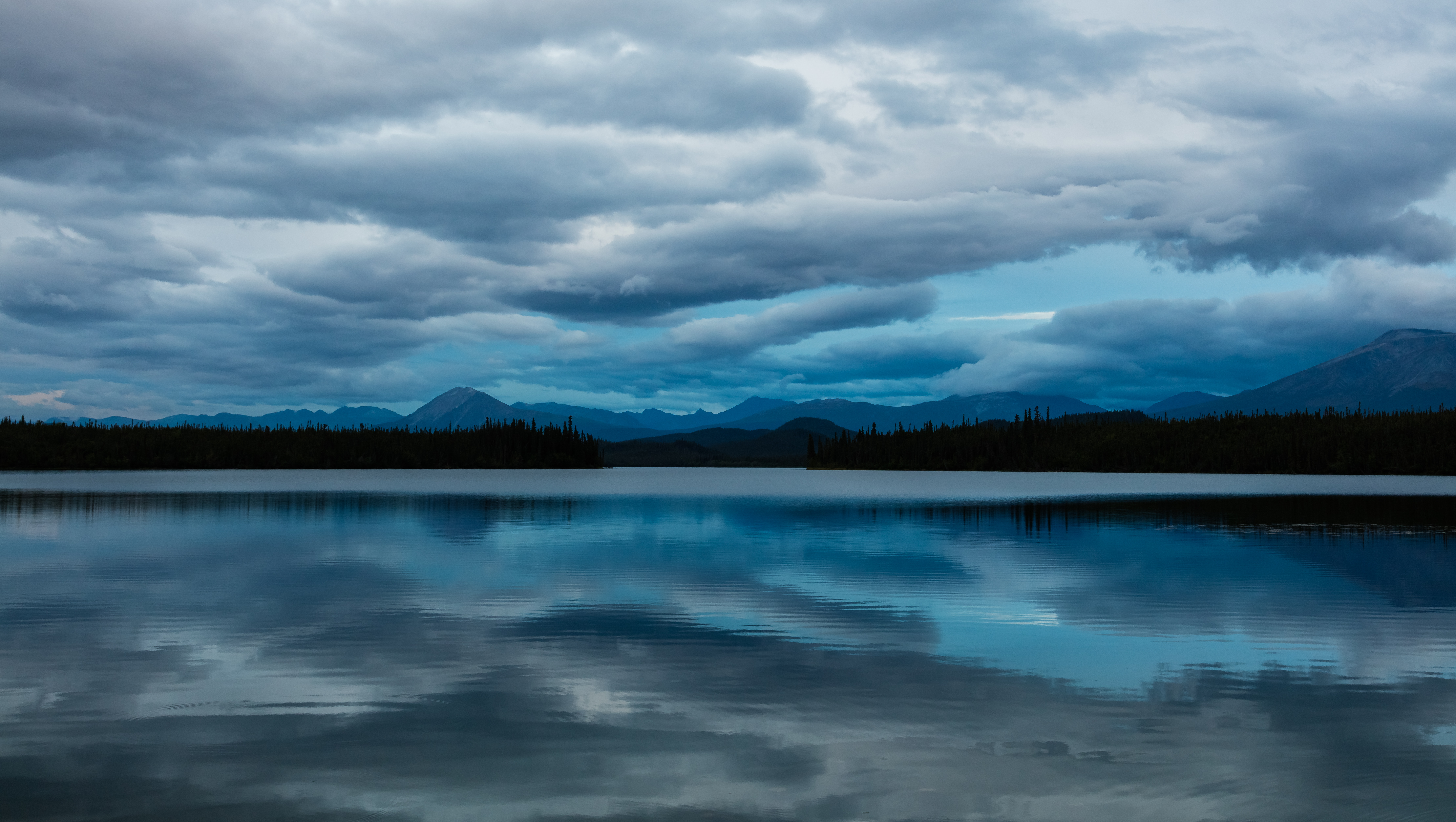
Lago Plateado.
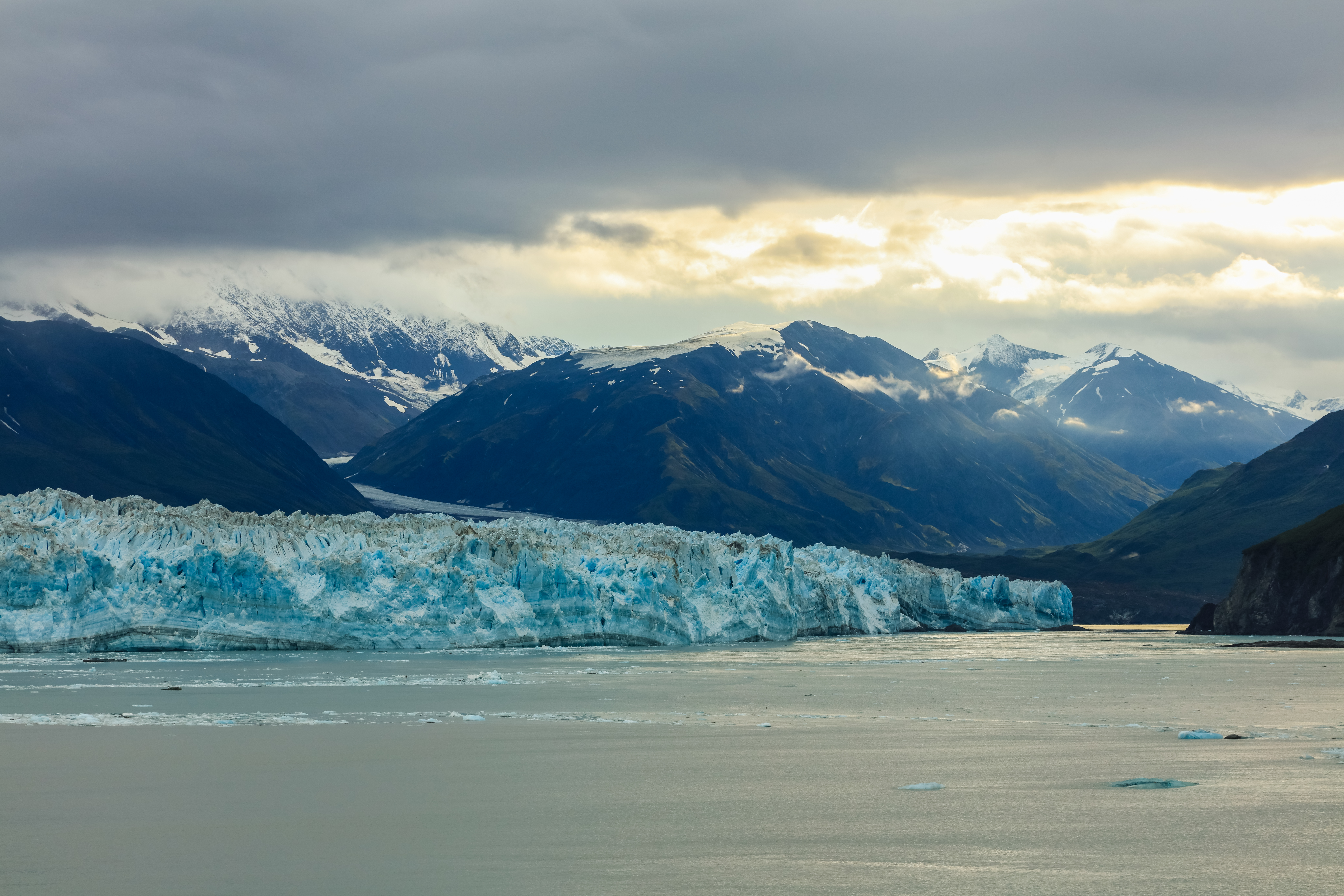
Glaciar Hubbard.